# 세상에서 제일 예쁜 내 딸
《세상에서 제일 예쁜 내 딸》은 2019년 3월 23일부터 9월 22일까지 방영된[KBS 2TV 주말 드라마]]다.

## 줄거리
전쟁 같은 하루 속에 애증의 관계가 되어 버린 네 모녀의 이야기를 통해 이 시대를 힘겹게 살아 내고 있는 모든 엄마와 딸들에게 위로를 전하는 가족 드라마

## 등장인물
- (†) 표시는 드라마 상에서 최종적으로 사망한 인물이다.

### 주요 인물
- 김해숙: 박선자(62세) 역 † - 미선과 미혜의 친모이자 미리의 양모(과거 큰어머니), 설렁탕 집 운영, 과거 인숙의 형님

- 유선: 강미선(36세) 역 - 선자의 장녀, 미리의 양언니(과거 사촌언니), 미혜의 친언니, 워킹맘, 신협 대리, 과거 인숙의 조카

- 김소연: 강미리/강승연(34세) 역 - 선자의 양딸(과거 조카)이자 인숙의 친딸, 미선의 양여동생(과거 사촌여동생)이자 미혜의 양언니(과거 사촌언니), 태주의 아내, 승주의 어머니, 한성어패럴 마케팅전략부 부장 → 상무 → 대표

- 김하경: 강미혜(31세) 역 - 선자의 막내딸, 미선의 친동생, 미리의 양여동생(과거 사촌여동생), 최저시급 알바생 → 작가, 과거 인숙의 조카

### 선자네
- 박근수: 박영달 역 - 선자의 동생이자 미선, 미리, 미혜의 삼촌, 설렁탕집 직원

- 남태부: 방재범(31세) 역 - 미혜의 전 남자친구, 잘 나가는 드라마 작가 → 돌담길 출판사 직원

- 조성욱: 민호 역 - 설렁탕집 아르바이트생

### 한성그룹
- 최명길: 전인숙 역 - 한성그룹(대기업) 대표, 종수의 첩, 태주의 서모, 미리의 친모, 과거 선자의 동서이자 미선과 미혜의 작은어머니

- 홍종현: 한태주(32세) 역 - 한성어패럴 신입사원 → 상무이사 → 회장, 종수의 적장자, 미리의 남편, 승주의 아버지

- 동방우 : 한종수 역 - 한성그룹(대기업) 총수, 태주와 태호의 아버지

- 강성연: 나혜미 역 - 종수의 어린 후처, 태주의 새어머니이자 태호의 어머니(56회 첫 등장)

- 최재원: 나도진 역 - 혜미의 오빠, 종수의 어린 처남(58회 첫 등장)

- 이로운: 한태호 역 - 종수와 혜미의 늦둥이 아들(56회 첫 등장)

- 강문경: 박 이사 역 - 한성그룹 이사

- 백남준: 박남준 역 - 인숙의 대표 비서

### 미선네
- 주현: 정대철 역 - 미선의 시아버지, 기자 출신

- 박정수: 하미옥 역 - 미선의 시어머니, 전업주부

- 이원재: 정진수 역 - 미선의 남편, 선자의 사위, 신협 과장

- 주예림: 정다빈(6세) 역 - 미선과 진수의 딸, 유치원생

### 돌담길 출판사
- 기태영: 김우진 역 - 출판사 '돌담길' 대표이자 편집장, 이혼남, 미혜의 남편

- 한기웅: 피터 박(박지환) 역 - '돌담길' 출판사 공동대표, 우진의 친한 동생

### 마케팅 전략부
- 김왕근: 김승철 역 - 한성그룹 마케팅전략부 팀장

- 조영훈: 박태호 역 - 한성그룹 마케팅전략부 대리

- 이태연: 이민주 역 - 한성그룹 마케팅전략부 대리

- 조주원: 박지수 역 - 한성그룹 마케팅전략부 사원

- 김수아: 조민혜 역 - 한성그룹 마케팅전략부 신입사원

### 은행
- 김세동: 박행운 역 - 미선이 근무하는 은행 지점장

- 주인영: 서경진 역 - 여신계 부장, 미선의 선배

- 양어진: 박민지 역 - 여신계 직원

- 윤보미: 한나영 역 - 여신계 직원

### 그 외 인물
- 이미영: 박경희 역 - 수경약국 약사

- 전은미: 한종수 회장 댁 도우미 역

- 정태인: 최지니 역 - 영달의 과거 연인, 사기꾼

- 한다솔: 정소희 역 - 대기업 성일 그룹의 손녀, 태주의 친구

- 박승태: 육성자 역 - 인숙의 어머니

- 홍승일: 전인호 역 - 인숙의 동생

- 박선웅: 전성준 역 - 인호의 아들

- 이지선: 전수경 역 - 인호의 딸

- 정의돈: 설렁탕 손님 역

- 이동훈: 벨보이 역

- 최요운: 손님 역

- 한지혜: 점원 역

- 한경희: 놀이공원 직원 역

- 유채은: 토론 멤버 역

- 장철순: 토론 멤버 역

- 이수민: 토론 멤버 역

- 오도훈: 토론 멤버 역

- 이성민: 남녀커플 역

- 백란희: 남녀커플 역

- 김희현: 간호사 역

- 김은진: 올포유 점장 역

- 권나영: 올포유 직원 역

- 김기하: 박영달 친구 역

- 조성규

### 특별 출연
- 주현미: 왕웨이 회장 역(1회, 37회, 38회)

- 이상우: 미리의 맞선남 역(1회)

- 고규필: 순경 역(1회)

- 이재성: 시상식 진행자 역

- 이혜성: 시상식 진행자 역

- 이다해: 서희진 역 - 우진의 전처, 작가(62회, 66회)

## 시청률
최저 시청률과 최고 시청률은 시청률 조사회사와 지역별로 시청률에 차이가 있을 수 있습니다.
| 2019년      | 2019년      | 2019년         | 2019년         | 2019년       |
| 회차        | 방송일      | TNmS 시청률    | AGB 시청률     | AGB 시청률   |
| 회차        | 방송일      | 대한민국(전국) | 대한민국(전국) | 서울(수도권) |
| ----------- | ----------- | -------------- | -------------- | ------------ |
| 제1회       | 3월 23일    | 23.5%          | 22.6%          | 20.9%        |
| 제2회       | 3월 23일    | 27.0%          | 26.6%          | 25.3%        |
| 제3회       | 3월 24일    | 25.0%          | 24.0%          | 22.5%        |
| 제4회       | 3월 24일    | 29.9%          | 28.2%          | 26.2%        |
| 제5회       | 3월 30일    | 21.5%          | 22.0%          | 21.1%        |
| 제6회       | 3월 30일    | 26.2%          | 26.6%          | 25.3%        |
| 제7회       | 3월 31일    | 25.7%          | 25.0%          | 22.9%        |
| 제8회       | 3월 31일    | 31.0%          | 29.6%          | 27.4%        |
| 제9회       | 4월 6일     | 21.9%          | 21.9%          | 21.1%        |
| 제10회      | 4월 6일     | 26.7%          | 26.2%          | 24.4%        |
| 제11회      | 4월 7일     | 24.5%          | 24.8%          | 22.7%        |
| 제12회      | 4월 7일     | 30.1%          | 30.1%          | 28.0%        |
| 제13회      | 4월 13일    | 20.9%          | 21.2%          | 20.0%        |
| 제14회      | 4월 13일    | 26.2%          | 26.0%          | 24.6%        |
| 제15회      | 4월 14일    | 27.2%          | 26.2%          | 24.0%        |
| 제16회      | 4월 14일    | 31.3%          | 30.5%          | 28.9%        |
| 제17회      | 4월 20일    | 23.3%          | 22.2%          | 21.6%        |
| 제18회      | 4월 20일    | 27.7%          | 25.2%          | 24.3%        |
| 제19회      | 4월 21일    | 26.4%          | 26.3%          | 25.1%        |
| 제20회      | 4월 21일    | 32.4%          | 32.1%          | 30.8%        |
| 제21회      | 4월 27일    | 23.0%          | 22.9%          | 21.4%        |
| 제22회      | 4월 27일    | 28.0%          | 28.1%          | 27.2%        |
| 제23회      | 4월 28일    | 26.6%          | 25.9%          | 24.1%        |
| 제24회      | 4월 28일    | 32.1%          | 30.8%          | 28.8%        |
| 제25회      | 5월 4일     | 20.4%          | 19.5%          | 17.7%        |
| 제26회      | 5월 4일     | 26.0%          | 24.8%          | 22.7%        |
| 제27회      | 5월 5일     | 23.5%          | 23.4%          | 22.3%        |
| 제28회      | 5월 5일     | 30.2%          | 29.3%          | 28.2%        |
| 제29회      | 5월 11일    | 23.9%          | 22.3%          | 20.9%        |
| 제30회      | 5월 11일    | 30.2%          | 26.9%          | 25.4%        |
| 제31회      | 5월 12일    | 26.5%          | 26.6%          | 25.2%        |
| 제32회      | 5월 12일    | 32.9%          | 32.6%          | 31.3%        |
| 제33회      | 5월 18일    | 23.6%          | 23.0%          | 21.4%        |
| 제34회      | 5월 18일    | 28.7%          | 28.2%          | 26.5%        |
| 제35회      | 5월 19일    | 27.4%          | 27.4%          | 26.1%        |
| 제36회      | 5월 19일    | 33.4%          | 33.1%          | 32.0%        |
| 제37회      | 5월 25일    | 21.2%          | 23.4%          | 22.2%        |
| 제38회      | 5월 25일    | 26.8%          | 28.2%          | 26.9%        |
| 제39회      | 5월 26일    | 24.3%          | 25.9%          | 24.0%        |
| 제40회      | 5월 26일    | 32.2%          | 32.5%          | 30.2%        |
| 제41회      | 6월 1일     | 22.6%          | 22.9%          | 22.1%        |
| 제42회      | 6월 1일     | 29.5%          | 28.5%          | 27.4%        |
| 제43회      | 6월 2일     | 26.1%          | 26.9%          | 25.8%        |
| 제44회      | 6월 2일     | 33.3%          | 33.0%          | 32.4%        |
| 제45회      | 6월 8일     | 21.6%          | 22.1%          | 21.0%        |
| 제46회      | 6월 8일     | 27.7%          | 29.1%          | 28.4%        |
| 제47회      | 6월 9일     | 26.5%          | 26.4%          | 25.5%        |
| 제48회      | 6월 9일     | 32.6%          | 32.1%          | 30.9%        |
| 제49회      | 6월 15일    | 22.7%          | 22.8%          | 21.1%        |
| 제50회      | 6월 15일    | 29.1%          | 28.4%          | 26.9%        |
| 제51회      | 6월 16일    | 25.1%          | 26.7%          | 26.6%        |
| 제52회      | 6월 16일    | 31.9%          | 31.8%          | 30.5%        |
| 제53회      | 6월 22일    | %              | 22.8%          | 22.4%        |
| 제54회      | 6월 22일    | %              | 28.7%          | 27.8%        |
| 제55회      | 6월 23일    | 24.9%          | 26.4%          | 25.8%        |
| 제56회      | 6월 23일    | 32.6%          | 33.6%          | 32.5%        |
| 제57회      | 6월 29일    | 24.0%          | 24.6%          | 21.7%        |
| 제58회      | 6월 29일    | 29.4%          | 30.5%          | 27.8%        |
| 제59회      | 6월 30일    | 25.0%          | 26.4%          | 25.2%        |
| 제60회      | 6월 30일    | 31.6%          | 32.7%          | 31.0%        |
| 제61회      | 7월 6일     | 20.7%          | 23.1%          | 21.8%        |
| 제62회      | 7월 6일     | 27.1%          | 28.4%          | 26.9%        |
| 제63회      | 7월 7일     | 24.4%          | 26.8%          | 25.5%        |
| 제64회      | 7월 7일     | 28.4%          | 31.3%          | 30.6%        |
| 제65회      | 7월 13일    | 21.3%          | 22.3%          | 21.3%        |
| 제66회      | 7월 13일    | 25.8%          | 26.9%          | 24.9%        |
| 제67회      | 7월 14일    | 24.1%          | 25.7%          | 24.6%        |
| 제68회      | 7월 14일    | 29.9%          | 30.4%          | 29.6%        |
| 제69회      | 7월 20일    | %              | 25.0%          | 23.2%        |
| 제70회      | 7월 20일    | %              | 29.5%          | 27.4%        |
| 제71회      | 7월 21일    | %              | 26.8%          | 25.7%        |
| 제72회      | 7월 21일    | %              | 32.6%          | 31.2%        |
| 제73회      | 7월 27일    | %              | 24.2%          | 23.0%        |
| 제74회      | 7월 27일    | %              | 29.5%          | 28.0%        |
| 제75회      | 7월 28일    | %              | 26.9%          | 25.6%        |
| 제76회      | 7월 28일    | %              | 31.6%          | 30.3%        |
| 제77회      | 8월 3일     | %              | 21.5%          | 20.0%        |
| 제78회      | 8월 3일     | %              | 27.3%          | 25.5%        |
| 제79회      | 8월 4일     | %              | 26.1%          | 24.8%        |
| 제80회      | 8월 4일     | %              | 31.1%          | 28.8%        |
| 제81회      | 8월 10일    | %              | 21.8%          | 20.4%        |
| 제82회      | 8월 10일    | %              | 27.7%          | 26.6%        |
| 제83회      | 8월 11일    | %              | 26.9%          | 25.5%        |
| 제84회      | 8월 11일    | %              | 31.7%          | 30.0%        |
| 제85회      | 8월 17일    | 23.3%          | 23.7%          | 22.3%        |
| 제86회      | 8월 17일    | 27.7%          | 27.4%          | 25.4%        |
| 제87회      | 8월 18일    | 26.2%          | 27.8%          | 26.4%        |
| 제88회      | 8월 18일    | 31.6%          | 33.5%          | 31.7%        |
| 제89회      | 8월 24일    | 22.9%          | 24.7%          | 23.6%        |
| 제90회      | 8월 24일    | 27.8%          | 29.3%          | 28.0%        |
| 제91회      | 8월 25일    | 26.8%          | 28.0%          | 26.5%        |
| 제92회      | 8월 25일    | 32.3%          | 32.6%          | 30.4%        |
| 제93회      | 8월 31일    | 23.9%          | 25.1%          | 23.5%        |
| 제94회      | 8월 31일    | 28.2%          | 30.0%          | 27.9%        |
| 제95회      | 9월 1일     | 27.6%          | 29.1%          | 27.1%        |
| 제96회      | 9월 1일     | 32.2%          | 33.7%          | 31.8%        |
| 제97회      | 9월 7일     | 27.2%          | 28.4%          | 27.0%        |
| 제98회      | 9월 7일     | 31.6%          | 32.3%          | 30.8%        |
| 제99회      | 9월 8일     | 28.9%          | 29.0%          | 26.6%        |
| 제100회     | 9월 8일     | 34.0%          | 34.3%          | 32.4%        |
| 제101회     | 9월 14일    | 27.5%          | 27.0%          | 25.3%        |
| 제102회     | 9월 14일    | 31.0%          | 30.0%          | 27.9%        |
| 제103회     | 9월 15일    | 29.6%          | 30.7%          | 28.8%        |
| 제104회     | 9월 15일    | 34.2%          | 34.7%          | 32.3%        |
| 제105회     | 9월 21일    | 27.1%          | 28.4%          | 25.7%        |
| 제106회     | 9월 21일    | 32.5%          | 33.2%          | 30.4%        |
| 제107회     | 9월 22일    | 33.4%          | 33.2%          | 29.9%        |
| 제108회     | 9월 22일    | 37.3%          | 35.9%          | 33.2%        |
| 평균 시청률 | 평균 시청률 |                | 27.6%          | 26.1%        |

## 연장
- 2019년 7월 22일: 세상에서 제일 예쁜 내 딸 방영 분량이 100부작에서 8회 연장되어 108부작으로 변경 및 확정되었다.

## 수상 및 후보
| 연도 | 시상식                       | 부문                        | 수상자(작)               | 결과 |
| ---- | ---------------------------- | --------------------------- | ------------------------ | ---- |
| 2019 | 제12회 코리아 드라마 어워즈  | 대상                        | 김해숙                   | 후보 |
| 2019 | 제12회 코리아 드라마 어워즈  | 작가상                      | 조정선                   | 수상 |
| 2019 | 제12회 코리아 드라마 어워즈  | 작품상                      | 세상에서 제일 예쁜 내 딸 | 후보 |
| 2019 | 제12회 코리아 드라마 어워즈  | 여자 신인상                 | 김하경                   | 후보 |
| 2019 | 제27회 대한민국 문화연예대상 | 드라마부문 대상             | 김해숙                   | 수상 |
| 2019 | KBS 연기대상                 | 여자 최우수상               | 김해숙                   | 후보 |
| 2019 | KBS 연기대상                 | 장편드라마 부문 남자 우수상 | 홍종현                   | 후보 |
| 2019 | KBS 연기대상                 | 장편드라마 부문 남자 우수상 | 기태영                   | 수상 |
| 2019 | KBS 연기대상                 | 장편드라마 부문 여자 우수상 | 김해숙                   | 후보 |
| 2019 | KBS 연기대상                 | 장편드라마 부문 여자 우수상 | 김소연                   | 수상 |
| 2019 | KBS 연기대상                 | 여자 신인상                 | 김하경                   | 후보 |
| 2019 | KBS 연기대상                 | 여자 청소년 연기상          | 주예림                   | 수상 |
| 2019 | KBS 연기대상                 | 네티즌상                    | 홍종현                   | 후보 |
| 2019 | KBS 연기대상                 | 네티즌상                    | 김소연                   | 후보 |
| 2019 | KBS 연기대상                 | 베스트 커플상               | 주현·박정수              | 후보 |

## 같이 보기
- 대한민국의 텔레비전 드라마 목록 (ㅅ)
- 2019년 대한민국의 텔레비전 드라마 목록